# 72 Dywizja Piechoty (Imperium Rosyjskie)
72 Dywizja Piechoty (ros. 72-я пехотная дивизия) – rezerwowa dywizja piechoty Armii Imperium Rosyjskiego, okresu działań zbrojnych I wojny światowej.
Powstała z 35 Dywizji Piechoty z Riazania (17 Korpus Armijny, 5 Armia).

## Struktura organizacyjna
Lipiec 1914:
- dowództwo dywizji
- I Brygada
  - 285 Mceński pułk piechoty
  - 286 Kirsanowski pułk piechoty
- II Brygada
  - 287 Tarusski pułk piechoty
  - 288 Kulikowski pułk piechoty